# Woodville (Floryda)
Woodville – jednostka osadnicza w Stanach Zjednoczonych, w stanie Floryda, w hrabstwie Leon.